# كلوريد الموليبدنوم الثلاثي
كلوريد الموليبدنوم الثلاثي (أو ثلاثي كلوريد الموليبدنوم) هو مركب كيميائي لاعضوي صيغته MoCl3 ويوجد على هيئة صلب أحمر.

## التحضير
يحضر هذا المركب من اختزال كلوريد الموليبدنوم الخماسي بواسطة الهيدروجين، أو كلوريد القصدير الثنائي، أو بعنصر الموليبدنوم:
{\displaystyle \mathrm {MoCl_{5}+H_{2}\longrightarrow MoCl_{3}+2HCl} }
{\displaystyle \mathrm {MoCl_{5}+SnCl_{2}\longrightarrow MoCl_{3}+SnCl_{4}} }
{\displaystyle \mathrm {3MoCl_{5}+2Mo\longrightarrow 5MoCl_{3}} }

## الخواص
يوجد هذا المركب في الشروط القياسية على هيئة صلب أحمر. يستطيع هذا المركب أن يشكل معقدات إيثرية مستقرة.